# Cratere Horace
Horace è un cratere d'impatto presente sulla superficie di Mercurio, a 69,31° di latitudine sud e 49,9° di longitudine ovest. Il suo diametro è pari a 56 km.
Il cratere è stato battezzato dall'Unione Astronomica Internazionale in onore del poeta latino Quinto Orazio Flacco.